# 周諾恆
周諾恆（英文：Jaco Chow Nok Hang，1984年4月30日—），香港社運人士，前社會民主連線副主席。 

## 政治參與

### 投身社運
周諾恆中七畢業後曾任職酒店和旅行社，2009年開始參與社運，當時活躍於高登討論區。當年在「六四」和「七一」期間，他先後在討論區和Facebook發起絕食行動，成功令素未謀面的網民響應並開始為人熟知。隨後周亦在網上號召大眾支持反高鐵運動，並參與了收回粉嶺高爾夫球場建屋、抗議大圍港鐵站加價、聲援維權人士等示威活動。 
2011年，周諾恆和社民連成員黃軒瑋在前運輸及房屋局局長鄭汝樺出席活動時搶奪其米高風，被控擾亂公眾秩序，二人最終於2013年上訴至終審法院得直，獲撤銷控罪並退回罰款。2012年，周諾恆在葵涌一幢工業大廈出席音樂會時，有警員到場調查噪音投訴，周向警員了解事件，卻隨即因涉嫌阻差辦公而被捕，周於事後訪問中表示不排除警方是因其社運人士身份而將其政治檢控。2014年，周諾恆主持了反新界東北發展計劃的示威活動，擔任發起人和大台咪手。

### 雨傘革命期間
2014年雨傘革命爆發，周諾恆於運動初期有到旺角佔領區發言和參與佔領。 
10月9日，周諾恆與其支持者帶了籃球架、乒乓球桌、康樂棋、麻將枱、爆谷機、棉花糖機、投影機以及火鍋用的石油氣爐到旺角佔領區，並在Facebook發文宣佈當晚8時開始「旺角新邨opening」（旺角新邨開幕），呼籲公眾帶更多玩具和食具來。周亦開設Facebook專頁「佔領的更多可能－旺角新邨opening」，歡迎公眾到場玩樂。周諾恆與一些市民當晚到旺角佔領區進行各種娛樂活動，例如吃火鍋和打乒乓球，周本人亦有打麻將，更在其Facebook發文指「打足廿四圈，就真的長期抗戰啦」（要打夠二十四圈才是真正的長期抗戰）。此事件令前線抗爭者極度反感，認為他們是在搞嘉年華會，而非抗爭。在場佔領者更一度與在信和中心外吃火鍋和看電影的玩樂者爭執，周與示威者理論了約半小時才離開。周諾恆因此事而飽受批評，被指其不顧及前線佔領者的想法，擅自騎劫佔領運動進行「嘉年華式」的娛樂活動，亦不顧全大局，進行這些與抗爭無關的活動，容易令反對者大做文章和失去市民支持，會被認為他們不是「佔領街道」而是「霸佔街道」，對佔領運動弊大於利。周諾恆翌日於Facebook道歉，指自己「嚴重錯判氣氛」和「手法太冒進」。周於事後未有再參與雨傘革命的佔領行動。

### 雨革後
雨傘革命後，周諾恆仍有參與社會運動。在反修例運動中，周諾恆多次設街站宣揚香港抗爭運動，亦為被捕示威者製作《被捕、保釋、被控、坐監－基礎需知整理》，讓他們了解自己被拘留時的公民權利。 
2020年6月19日，就周諾恆與社民連成員黃永志、社運人士梁穎禮以及註冊社工周振宇於2014年6月反新界東北撥款的示威中遭警方毆打、扯耳朵及吐口水一案，因四名原告人未能證明警員曾作不當行為，暫委法官李紹豪裁定周諾恆等人敗訴，並要向警方支付訟費。

## 爭議

### 撰文表示林彬死有餘辜
2015年1月12日，壹傳媒大樓和黎智英寓所遭縱火，有媒體將黎比喻為六七暴動中遇害的香港商業電台主播林彬。然而，周諾恆於同日在Facebook撰文，指林彬只是「屈穎妍式」的親建制輿論打手，而非言論自由鬥士，因此死有餘辜。此言論惹來網民批評，指其侮辱死者。但周諾恆並沒有道歉，反而在翌日再度發文支持自己的觀點，指林彬在節目上調侃和抹黑和平罷工的工人，才令左派不滿而將其炸死，因此「死不足惜」。網民反駁六七暴動時的罷工工人實為在香港生事的土共，周不熟悉歷史之餘還強詞奪理。

### 多次被誤報為社民連成員
由於周諾恆經常與社民連成員參與示威活動，因此被外界誤以為其是社民連成員，不少傳媒機構亦曾以「社民連成員」稱呼他，使網民戲稱其常「被社民連」。事實上周在早期社運和雨傘革命時期並非社民連的一員，一直至2017年他才正式加入，並於翌年出任副主席一職。 
2018年2月，立法會秘書處在立法會文件上以「社民連成員」稱呼周諾恆，由於周加入社民連的過程低調，鮮為人知，使公眾一度以為是立法會秘書處出錯，周隨後於獨立媒體的專訪中澄清自己的確已加入社民連。

## 個人生活
周諾恆於2018年12月9日與工黨張超雄的議員助理袁慧妍結婚，並在舊立法會大樓外拍結婚照和舉辦派對，不少政界人物，例如梁國雄、毛孟靜、區諾軒、戴耀廷等均有到場，其中戴耀廷一度模仿自己發動佔領中環行動時的情境，高呼「洞房花燭正式啟動」。

## 注脚
1. ↑  部份媒體誤寫為周諾恒[2]。